# Robert Coleman
Robert Henry Schofield Coleman (Ballarat, 9 juni 1883 - Brentwood, 1 januari 1960) was een Brits zeiler.
Coleman won samen met de zus van zijn vrouw Cyril en haar man Dorothy de gouden medaille in de zeven meter klasse tijdens de Olympische Zomerspelen 1920.

## Olympische Zomerspelen
| Jaar | Plaats    | Resultaten     |
| ---- | --------- | -------------- |
| 1920 | Antwerpen | 7 meter klasse |

1908: Norman Bingley / Richard Dixon / Charles Rivett-Carnac / Frances Rivett-Carnac ·
1920: Robert Coleman / William Maddison / Cyril Wright / Dorothy Wright